# Distrikt Santiago (Ica)
Der Distrikt Santiago liegt in der Provinz Ica in der Region Ica im Südwesten von Peru. Der am 31. Oktober 1870 gegründete Distrikt hat eine Fläche von 2783,81 km². Beim Zensus 2017 lebten 27.645 Einwohner im Distrikt. Im Jahr 1993 lag die Einwohnerzahl bei 11.176, im Jahr 2007 bei 16.298. Die Distriktverwaltung befindet sich in der 374 m hoch gelegenen Kleinstadt Santiago mit 7615 Einwohnern (Stand 2017). Santiago liegt etwa 13 km südlich vom Stadtzentrum der Regions- und Provinzhauptstadt Ica an der östlichen Uferseite des nach Süden verlaufenden Río Ica.

## Geographische Lage
Der Distrikt Santiago liegt im Südosten der Provinz Ica. Die Längsausdehnung in NNW-SSO-Richtung beträgt 90 km. Der Río Ica durchquert den Süden des Distrikts in südlicher Richtung, bevor er die Pazifikküste erreicht. Der Distrikt besitzt einen etwa 45 km landen Küstenabschnitt im Süden der Provinz Ica. Im Nordosten reicht der Distrikt bis zu den Ausläufern der peruanischen Westkordillere. Das Gebiet besteht zu einem sehr großen Teil aus Wüste. Lediglich im Nordwesten des Distrikts sowie entlang dem Flusslauf des Río Ica findet bewässerte Landwirtschaft statt.
Der Distrikt Santiago grenzt im Westen an den Distrikt Ocucaje, im Nordwesten an die Distrikte Ica, Pueblo Nuevo, Tate und Pachacutec, im Norden an den Distrikt Yauca del Rosario, im Nordosten an den Distrikt Tibillo (Provinz Palpa) sowie im Osten an die Distrikte Santa Cruz (ebenfalls in der Provinz Palpa) und Changuillo (in der Provinz Nazca).